# Blind Hearts
Pour plus de détails, voir Fiche technique et Distribution.
Blind Hearts est un film muet américain réalisé par Rowland V. Lee et sorti en 1921.

## Synopsis
En 1898, les amis John Thomas et Lars Larson se rendent au Yukon avec leurs épouses pour faire fortune. En Alaska, l'épouse de Thomas donne naissance à un garçon, et la femme de Larson a une fille, Julia. Cependant, Larson repère une marque de naissance sur l'épaule de sa fille qui ressemble à celle sur l'épaule de Thomas, et il commence à soupçonner qu'il ne peut pas être réellement le père de la fille. Au cours des vingt années suivantes, les deux deviennent millionnaires, mais la femme de Larson meurt. Julia et Thomas tombent amoureux et souhaitent se marier, mais Larson est déterminé à s'y opposer. Des complications se produisent.

## Fiche technique
- Titre : Blind Hearts
- Réalisation : Rowland V. Lee
- Scénario : Joseph F. Poland, d'après une nouvelle d'Emilie Johnson
- Chef opérateur : J.O. Taylor
- Producteur : Hobart Bosworth
- Distribution : Associated Producers Inc.
- Genre : Film dramatique
- Date de sortie :
  - États-Unis : 3 octobre 1921

## Distribution
- Hobart Bosworth : Lars Larson
- Wade Boteler : John Thomas
- Irene Blackwell : Mrs Thomas
- Collette Forbes : Hilda Larson
- Madge Bellamy : Julia Larson
- Raymond McKee : Paul Thomas
- William Conklin : James Curdy
- Lule Warrenton : Rita
- Henry Hebert : James Bradley